# Stenkolet 2

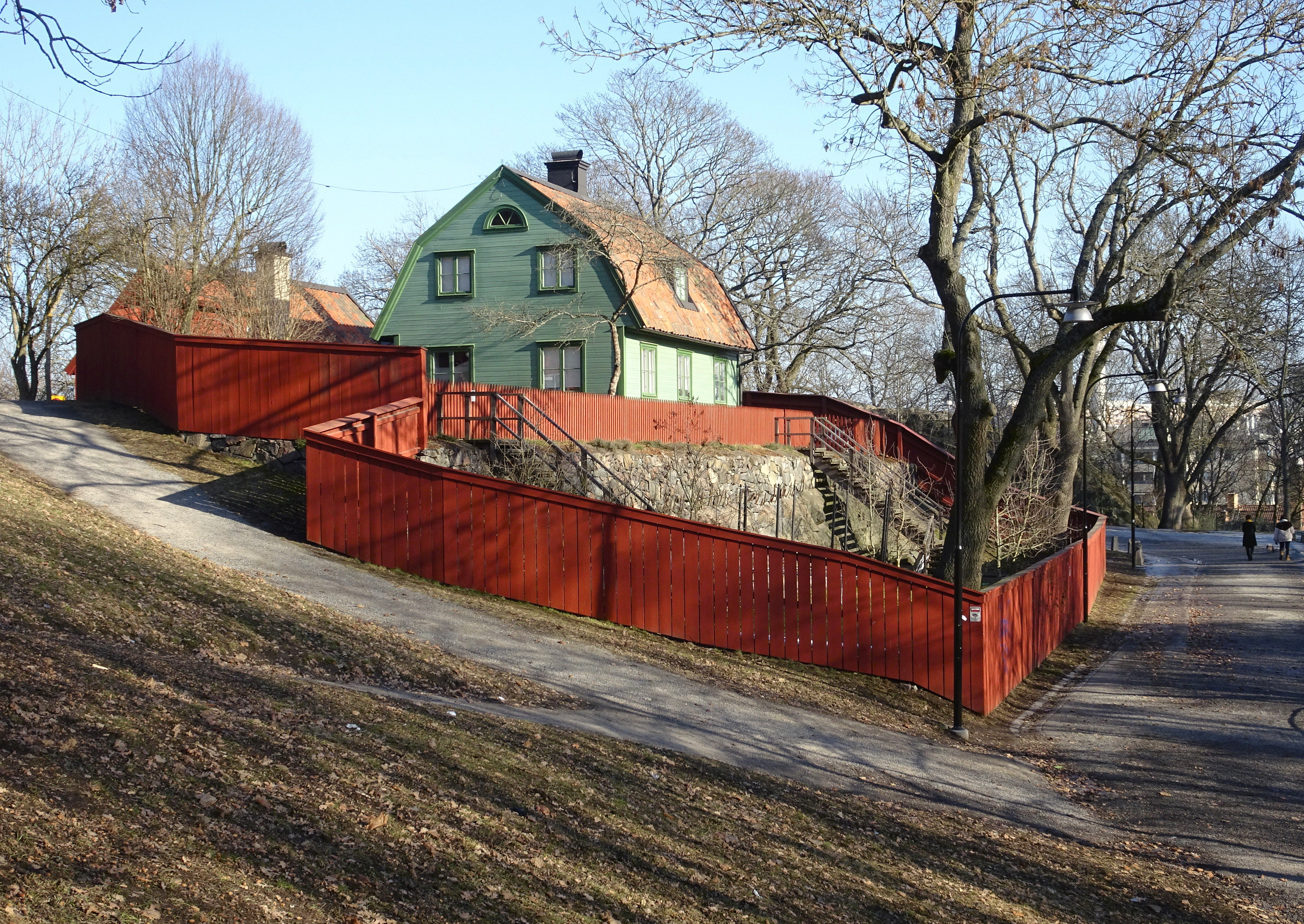
Stora Mejtens gränd 12 (till vänster) och 14, februari 2019.

Stenkolet 2 är en kulturhistoriskt värdefull fastighet vid Stora Mejtens gränd 8–14 i Vitabergsparken på Södermalm i Stockholm. Här låg bland annat ett av Stockholms missionshyddor och i två av husen hade konstnären Carl Anton sin bostad och sin ateljé. Fastighetsägaren är AB Stadsholmen. Två av de fyra byggnaderna på fastigheten är blåmärkta av Stadsmuseet i Stockholm, vilket innebär "att bebyggelsen bedöms ha synnerligen höga kulturhistoriska värden". I gällande stadsplan är hela fastigheten Stenkolet 2 inklusive Stora Mejtens gränd k-märkt.

## Fastighetens historik

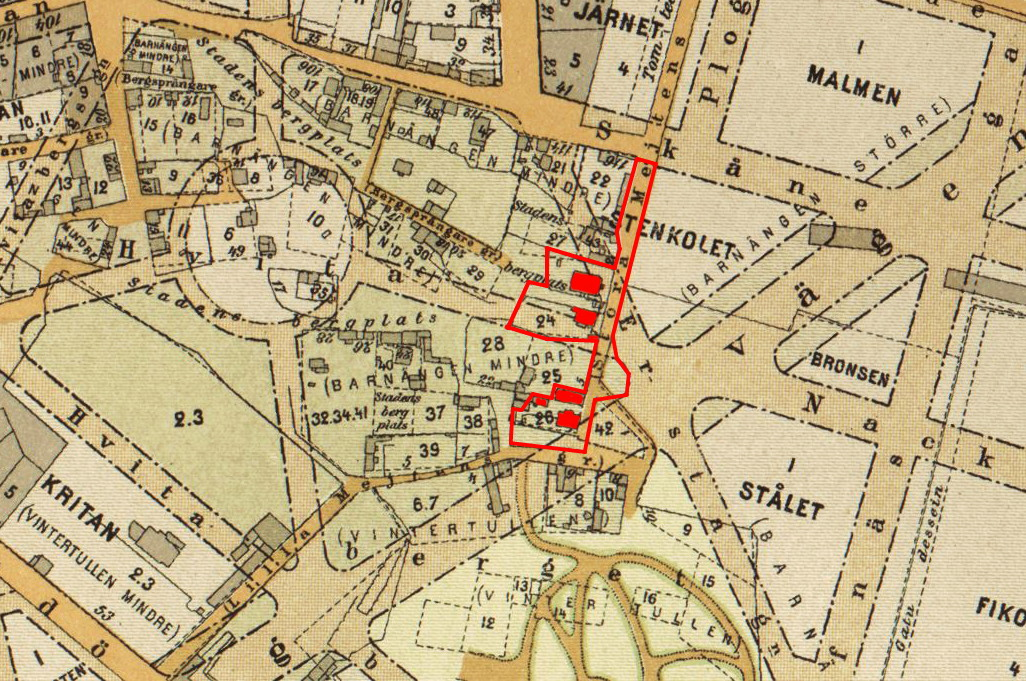
Fastigheten Stenkolet 2 på en karta från 1899. Bevarade byggnader är röd ifyllda.

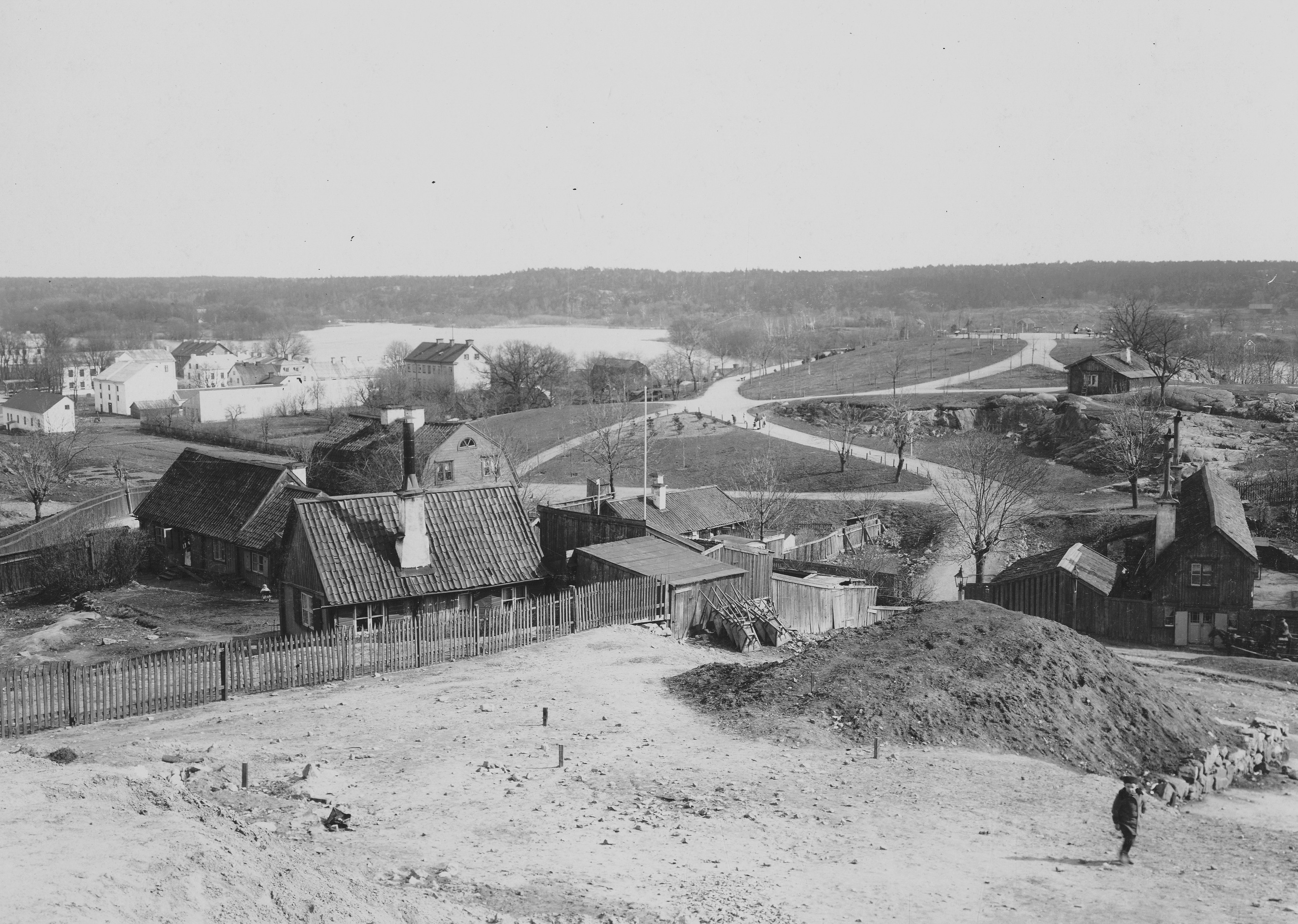
Utsikt från Vita bergen mot sydöst, 1902. Stora Mejtens gränd 12–14 till vänster.

Fastighetens fyra bostadshus var förr fyra egna tomter: Barnängen mindre 24, 25 och 26 samt en före detta ”Stadens bergplats” utan tomtnummer. I dagens fastighet Stenkolet 2 ingår även gatumark för hela Stora Mejtens gränd. Nuvarande fastighet fastställdes 1976.
Kvarteret Stenkolet bildades ursprungligen i slutet av 1800-talet och hör till samma ”mineralkategori” som Kopparn, Järnet, Malmen, Bronsen och Stålet. Anknytning finns till kvarteret Schaktet (dagens kvarteret Vintertullen) och Gruvan som antyder att någon form av gruvdrift har funnits på Åsöberget. I den oländiga terrängen kring berget bosatte sig under 1700-talet fattiga människor som arbetade i de många fabriker som fanns på sydöstra Södermalm. Fortfarande under sent 1800-tal omnämns de kala Vita Bergen som ”stadens fattigaste och mest vanlottade trakt”.
Vid bildandet hade kvarteret Stenkolet en triangulär form och begränsades av Skånegatan i norr, en mot öster förlängd Ringvägen och en mot söder förlängd Erstagatan. Bygget av dessa gator och vägar skulle kräva omfattande rivningar av bebyggelsen varför Stockholms stad 1903 förvärvade området för att ha ”fria händer”. På en samtida karta syns ett gytter av små kåkar som klättrar upp för Vita bergens sluttningar och den generös anlagda regleringen med en ringformig väg runt blivande Sofia kyrka. Från kyrkplatsen avsågs att utgå ett antal radiella gator och gångvägar sammanbundna med gatunätet runtomkring. Förlängningarna av Ringvägen och Erstagatan utfördes aldrig, inte heller förlängningen av Nackagatan västerut.
I samband med bygget av Sofia kyrka och anläggandet av Vitabergsparken i början av 1900-talet revs en stor del av den ”vildvuxna” kåkbebyggelsen på Vita bergens sluttningar. Nu skulle dessa fattigkvarter ersättas av en anlagd park där stadsborna kunde uppleva ett stycke planterad natur. På ett fotografi från 1902 har många kåkar redan försvunnit, istället syns anläggningsarbetena för parken med upplagd matjord och nyplanteringar. 
Idag finns några av de historiska områdena bevarade som kulturreservat, bland annat Faggens krog, Groens malmgård, kvarteret Vintertullen, fastigheten Bondesonen större 21 vid Nytorget, fastigheten Mineralet 1 vid Skånegatan, husen kring Bergsprängargränd samt Mäster Pers gränd och så fastigheten Stenkolet 2. Samtliga var rivningshotade, men redan 1913 motionerade politikern Anna Lindhagen om att den historiska bebyggelsen kring Vita bergen skulle bli ett kulturreservat och räddas åt eftervärlden. Det skulle dock dröja till den 7 december 1956 innan stadsfullmäktige beslöt att godkänna "förslaget om ordnande av kulturreservat inom Vita bergen".
Efter ytterligare knappt 20 år fastställdes reservatsområdena även i gällande stadsplan som vann laga kraft den 19 december 1974. På 1960-talet påbörjades en varsam upprustning och modernisering av byggnadsbeståndet i fastigheten Stenkolet 2 och de andra kulturområdena. Idag är Vita bergen med sina kulturreservat utpekat som riksintresse för kulturmiljövården.

## Fastighetens byggnader

### Stora Mejtens gränd 8

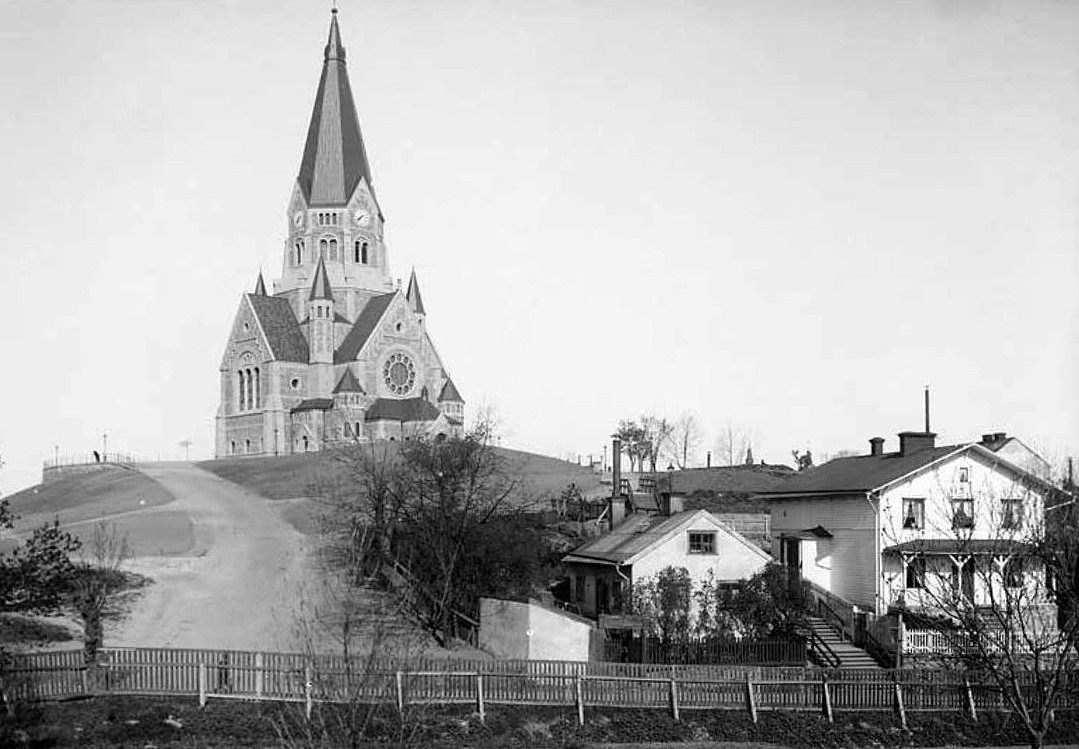
Stora Mejtens gränd 10 och 8 år 1906. Längst till höger syns Missionshyddan.

Byggnaden vid Stora Mejtens gränd 8 sticker ut med sin arkitektur och var ingen ”fattigkåk” utan uppfördes 1879–1880 för Lutherska missionsföreningen som en av Stockholms missionshyddor. Tomten hade föreningen fått kostnadsfritt av Staden och meningen var att göra något åt de eländiga förhållandena för de fattiga människorna i denna trakt. Huset gestaltades av arkitekterna Axel och Hjalmar Kumlien efter tidens smak för lätta sommarhus i trä med fabrikstillverkade paneler, takkonsoler och veranda. År 1897 förvärvades byggnaden av Katarina församling som här hade föregångaren till Sofia kyrka innan den stod färdig 1906. 
På 1940-talet blev den tidigare missionshyddan förråd för gatukontorets parkavdelning. På 1960-talet var huset åter igen rivningshotat. År 1963 hävdade stadsträdgårdsmästaren Holger Blom att byggnaden skulle vara en del av det 1956 beslutade kulturreservatet, men staden ansåg sig inte ha råd att rusta upp det. Under tiden förföll huset allt mer. Åren 1969 till 1970 renoverades byggnaden slutligen på privat initiativ och inrymmer sedan dess en konstsmidesverkstad. Huset är grönmarkerat av Stadsmuseet. Det betyder att bebyggelsen bedöms av museet vara särskilt värdefull från historisk, kulturhistorisk, miljömässig eller konstnärlig synpunkt.

### Stora Mejtens gränd 10
Stora Mejtens gränd 10 avskiljs från nummer 8 genom en allmän stentrappa som är en del av promenadvägen upp till Sofia kyrka. Nummer 10 är ett av de få stenhusen som byggdes i området på 1700-talet. Till fastigheten hör även ett murat uthus med pulpettak. Tomten uppläts 1753 och bostadshuset uppfördes kort därefter. Sitt nuvarande utseende fick byggnaden 1848 när uthuset tillkom. På 1970-talet moderniserades fastigheten med tidsenligt kök och avträden ersattes av badrum med WC. Huset är grönmärkt av Stadsmuseet.

### Stora Mejtens gränd 12 och 14

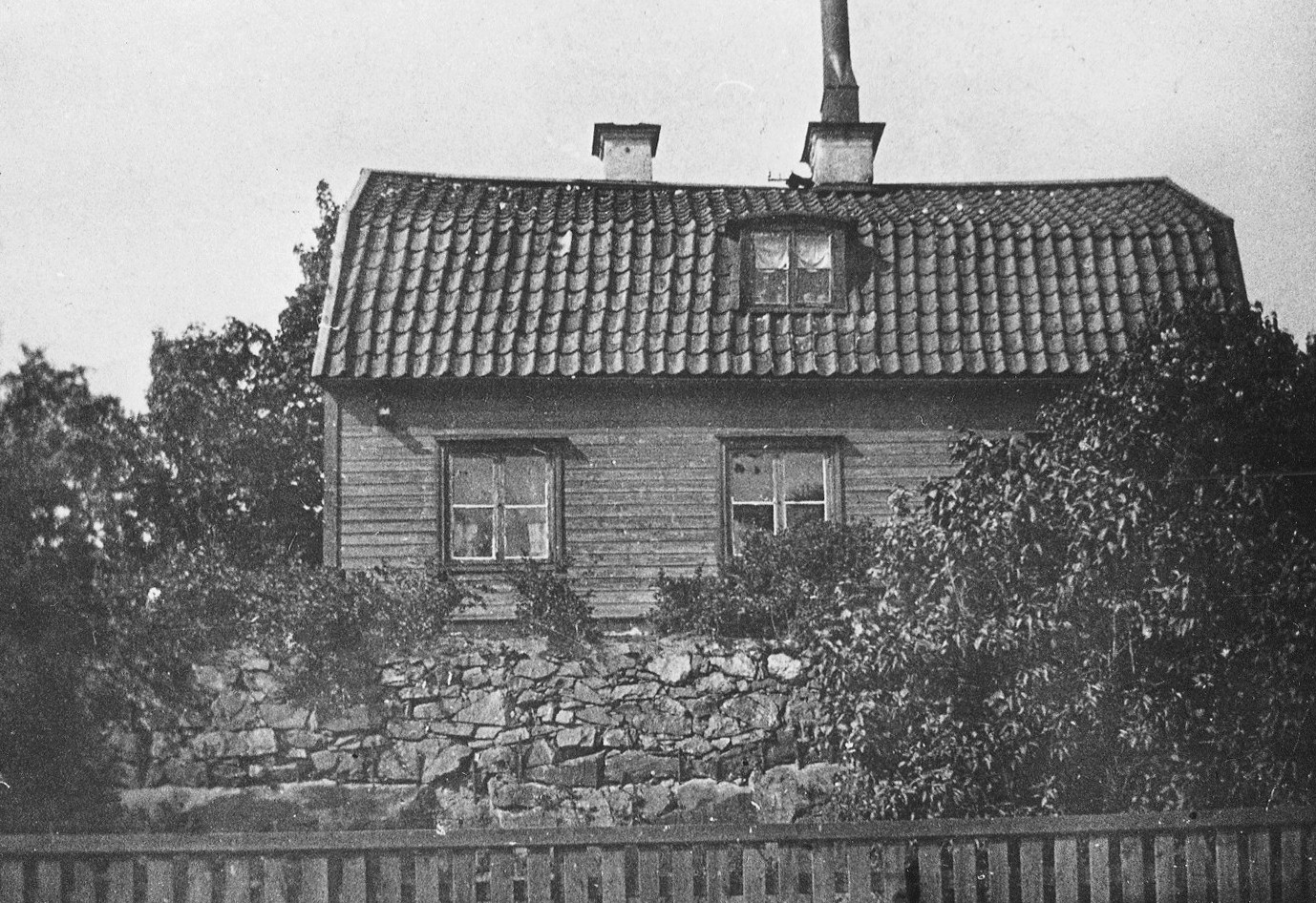
Stora Mejtens gränd 14 år 1917.

Cirka 40 meter söder om Stora Mejtens gränd 10 ligger nummer 12 och 14 (tidigare Barnängen mindre 25 och 26). Där emellan går Klefbecks backe (uppkallad efter prästen Ernst Klefbeck) upp till kyrkan. Tomten uppläts av staden 1745 och de båda husen härrör troligen från den tiden. På de båda tomterna fanns flera trähus som revs i början av 1900-talet. 
Det norra huset (nummer 12) är en rödmålad timmerbyggnad med sadeltak. Det södra, något större huset är panelat och grönmålat och har ett brutet sadeltak. I byggnaden ingår en timmerstuga från 1700-talets mitt. När huset fick sitt nuvarande utseende är inte känt. Byggnaden finns på en kolteckning upprättad av arkitekten Ferdinand Boberg och ingår i hans Sverigedokumentation Svenska bilder.
Båda byggnader moderniserades och renoverades åren 1967 till 1968. Ombyggnaden utfördes av husbyggnadsavdelningen vid Stockholms stads fastighetskontor. Därefter flyttade visdiktaren och konstnären Carl-Anton Axelsson, kallad Carl Anton, in. Han bodde då i princip granne med Vitabergsparkens friluftsteater där han under många år presenterade sommarunderhållningen Carl Anton i Vita Bergen. Den röda stugan rustades samtidigt upp för att fungera som Carl Antons ateljé. Sedan han dragit sig tillbaka från rampljuset överlät han de båda husen till sonen Joakim Axelsson med familj som mellan 2004 och 2011 var bosatt här. Därefter lät AB Stadsholmen upprusta fastigheten igen. Husen är blåmärkta av Stadsmuseet.

## Nutida bilder

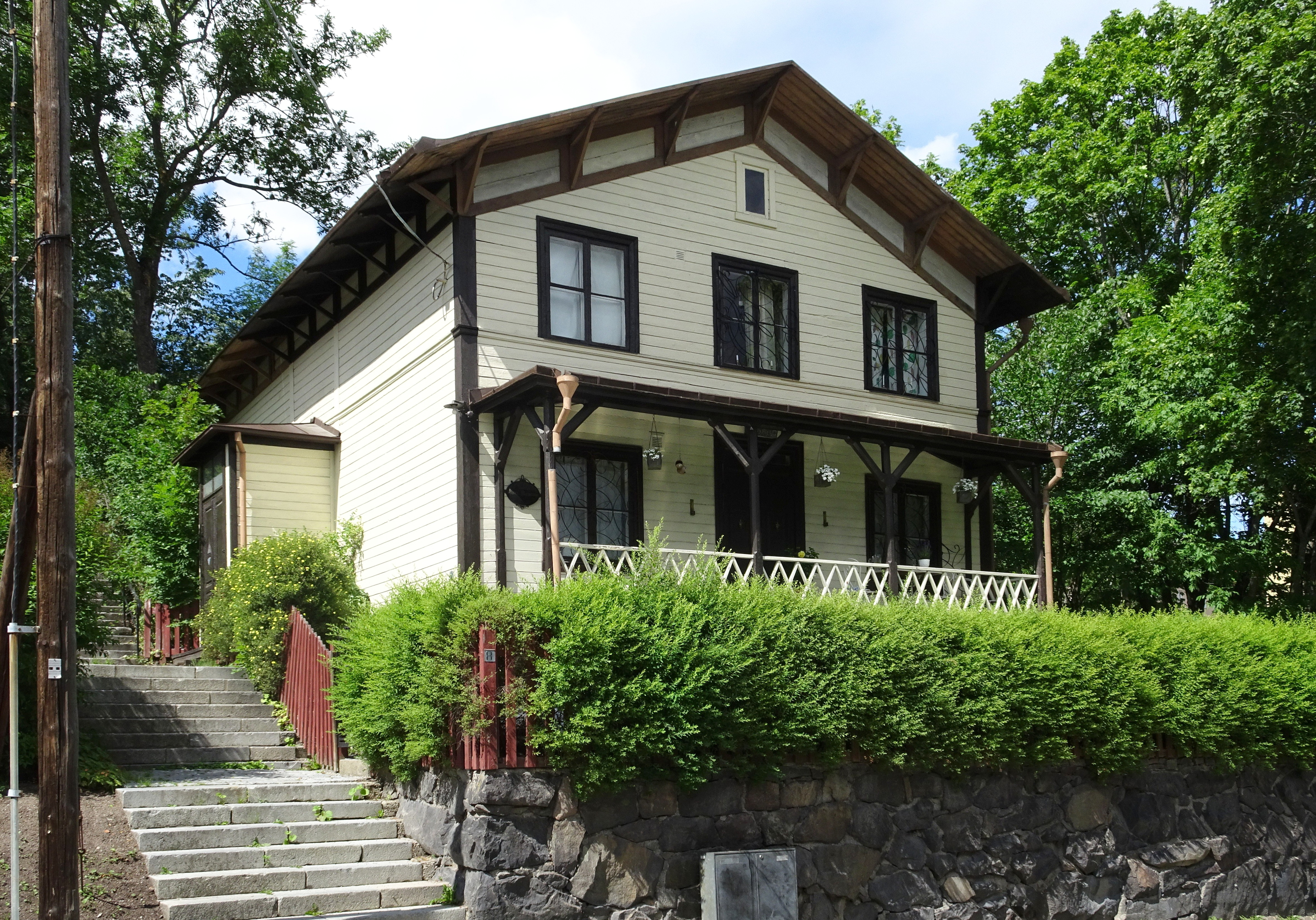
Stora Mejtens gränd 8. Före detta Missionshyddan i Vitabergsparken.
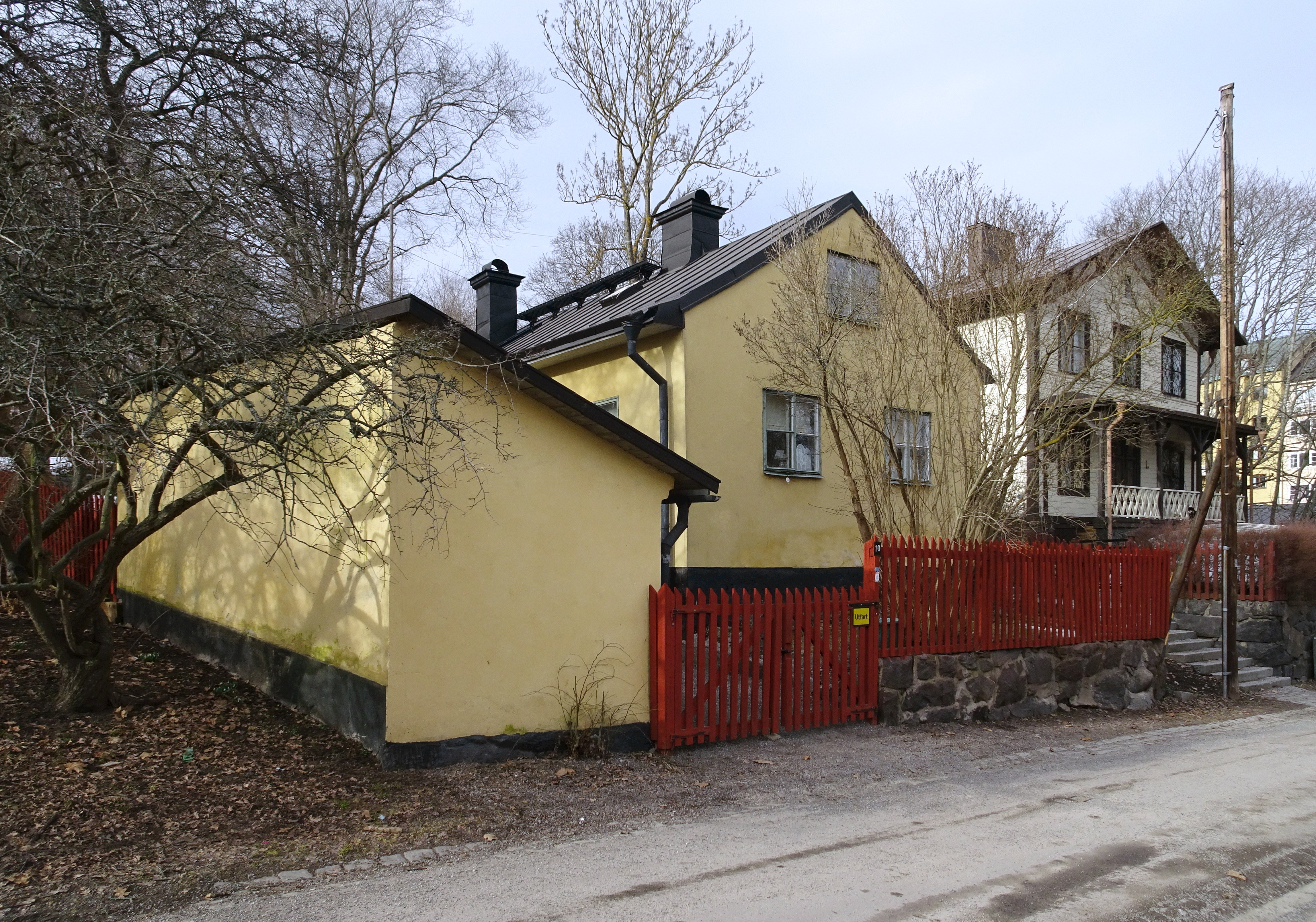
Stora Mejtens gränd 10 och 8.
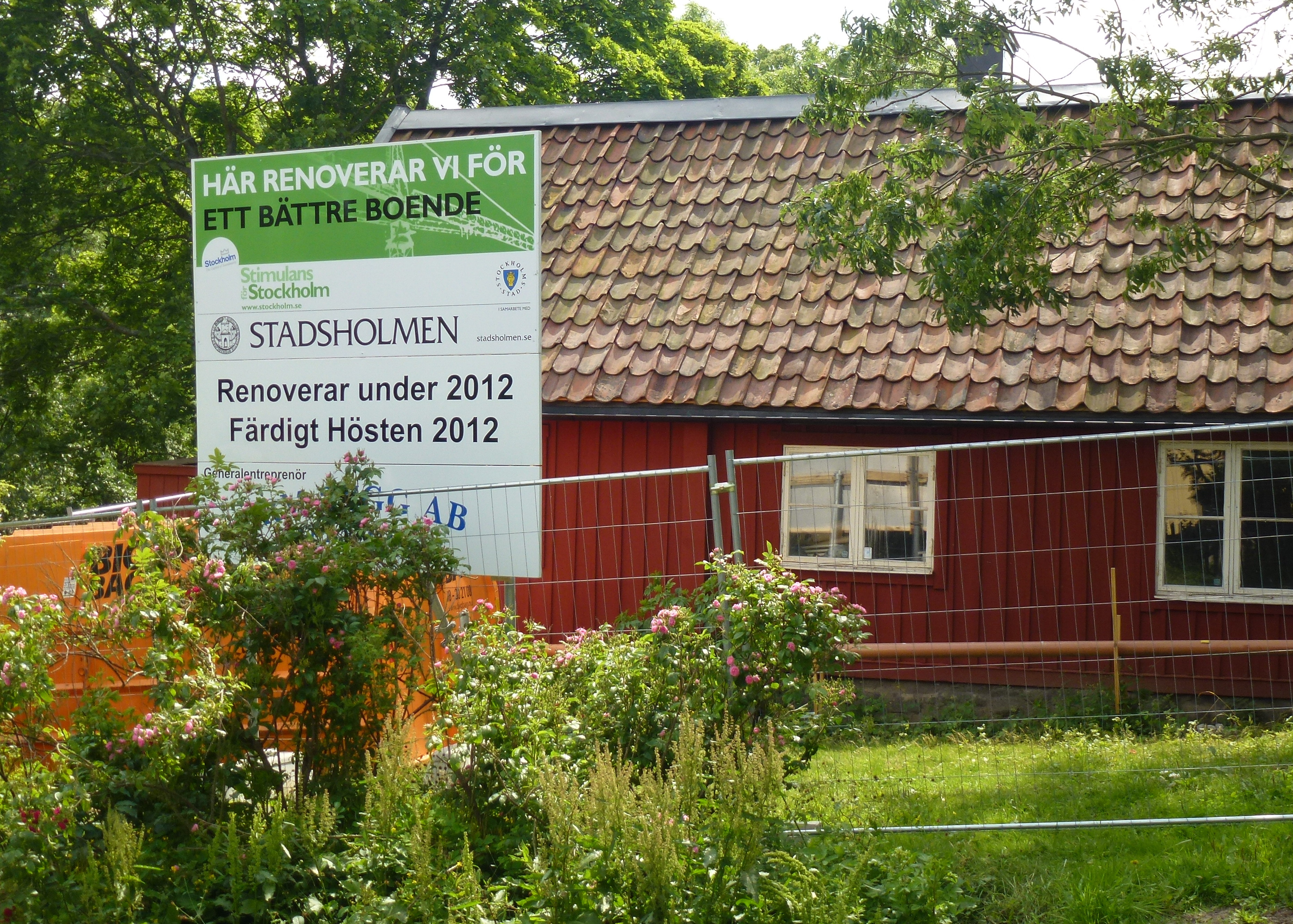
AB Stadsholmen renoverar Stora Mejtens gränd 12, juli 2012.
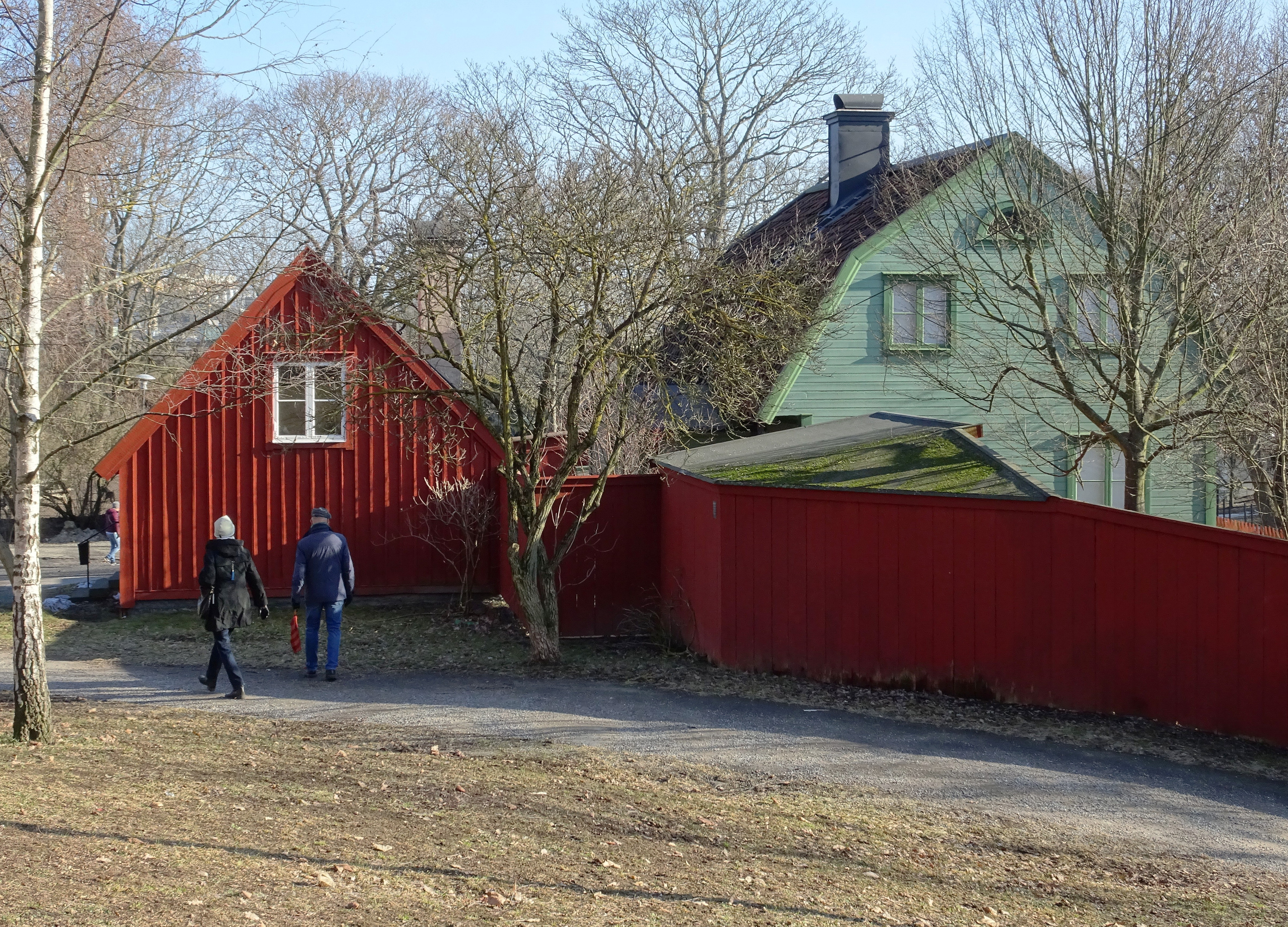
Stora Mejtens gränd 12 (till vänster) och 14.
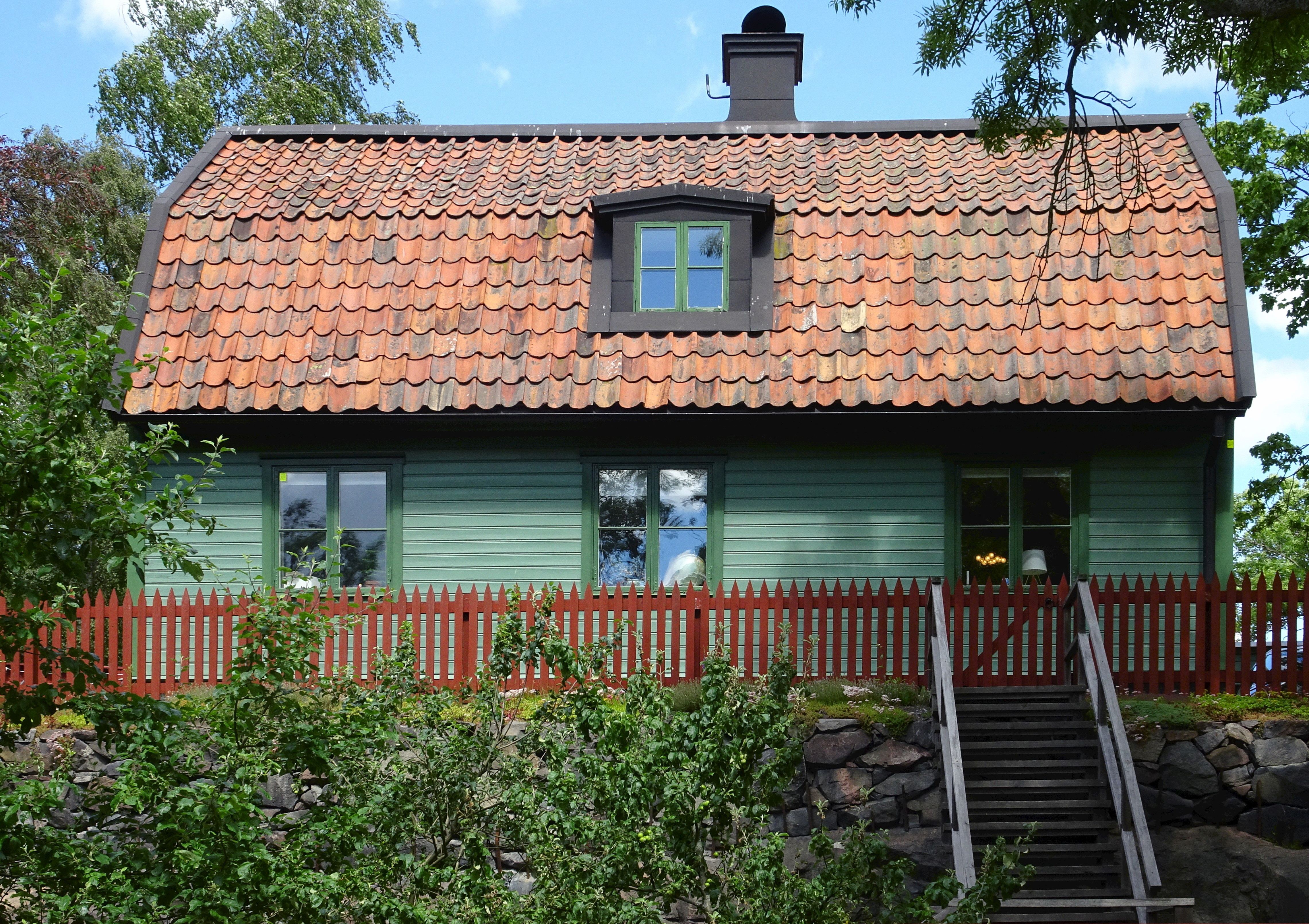
Stora Mejtens gränd 14 i juli 2019.